# Transportes na cidade do Rio de Janeiro

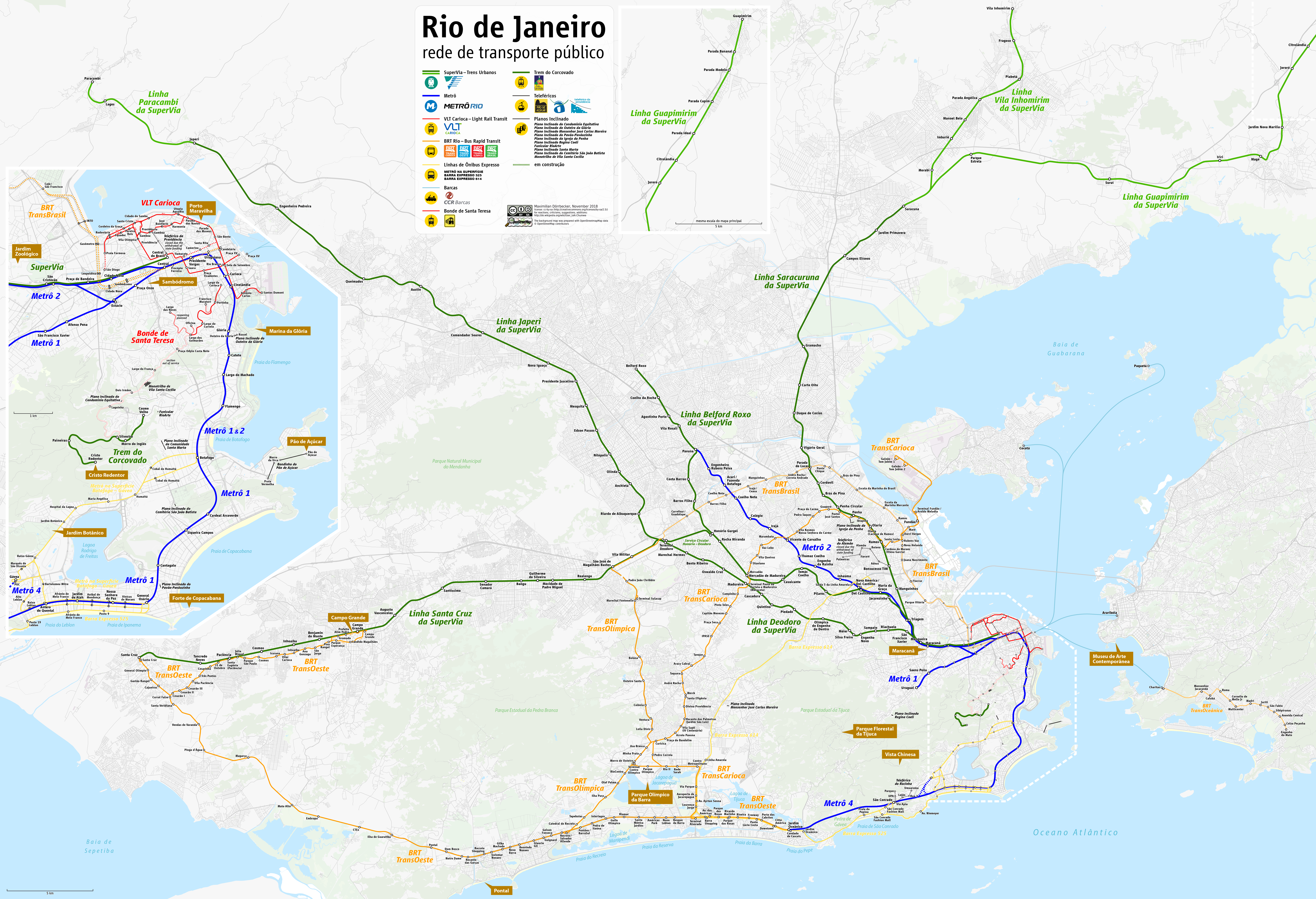
Rede de transportes da região metropolitana do Rio de Janeiro em 2016

O sistema de transportes na cidade do Rio de Janeiro visa atender e garantir o direito de livre circulação para os mais de seis milhões de habitantes no município e cerca de treze milhões em sua área metropolitana. Por esses motivos, um grande conglomerado urbano que necessita de meios de transporte de massa para favorecer o deslocamento entre a própria cidade com a região metropolitana. Possui três linhas de metrô com 48 km de extensão e 35 estações que conectam a cidade de ponta a ponta e cinco linhas de trem, com 258 km de extensão e 108 estações. Ainda tem uma rede hidroviária que interliga a cidade com suas ilhas (Paquetá e Governador) ao município de Niterói (Arariboia e Charitas).
Esses sistemas (metroviário (Metrô Rio), ferroviário leve (VLT), ferroviário de grande capacidade (SuperVia) e o hidroviário (Barcas S.A)) são operados pela iniciativa privada e ainda carecem de uma interligação efetiva e eficiente, como por exemplo, a construção de um sistema intermodal de grande capacidade, capaz de fazer do mesmo um único sistema metropolitano de transporte. No que diz respeito ao sistema de transporte sobre trilhos as concessionárias que administram o Metrô e a Supervia já iniciaram conversações sobre um futuro gerenciamento integrado e único de funcionamento dos dois sistemas, totalizando 306 km de trilhos e 143 estações. Iniciativas como o bilhete único são formas de integração, mas que na falta de planejamento integrado e infraestrutura capaz de atender o aumento da demanda de passageiros.
Operando de forma complementar aos ônibus (e, às vezes, concomitante aos mesmos, de forma ilegal) há uma rede de vans e kombis, o STPL.

## Cronologia
Para as viagens de longa distância, neste período, aqueles que desejavam ir a Minas Gerais, São Paulo ou ao interior do país, tinham que realizar, por exemplo, viagens que envolviam animais, barcos e começavam realizando um percurso pela Baía de Guanabara.
Com a chegada da família real portuguesa, por volta de 1808, foram trazidas pela corte os coches, carruagens, seges e cabriolets. Todos veículos para o transporte privado.
Considerando-se os limites urbanos da cidade, bem como as características daquela sociedade colonial portuguesa nos trópicos, pode-se afirmar que somente as "pessoas de posse" ou que possuíam seus próprios meios de transportes, tinham condição e direito de deslocar-se às localidades mais afastadas do centro histórico da cidade ou empreenderem viagens mais longas.
O transporte público só foi introduzido na cidade por volta de 1817, com a adoção das Gôndolas e Diligências, veículos de transporte coletivo puxado por burros e/ou cavalos, muito utilizados por todos que necessitavam deslocar-se dentro do perímetro urbano. Estes veículos operavam o transporte de passageiros entre o centro da cidade e o Palácio da Boa Vista, em São Cristóvão e de Santa Cruz, na Fazenda Real, por concessão.
Destaca-se o papel exercido pelos trens a partir de 1858, com a construção da Estrada de Ferro D. Pedro II, posteriormente denominada E. F. Central do Brasil. Este novo meio de transporte ofereceu, pela primeira vez, uma maneira veloz e confiável, que alcançava longas distâncias e circulava em horários pré estabelecidos e regulares. Inicialmente usado somente para o transporte de cargas - para escoar a produção de café do Vale do Paraíba em direção ao Porto do Rio de Janeiro - e para o transporte de passageiros de longa distância.
Outras ferrovias seguiram-se a esta primeira, tais como a The Leopoldina Railway Company (depois E. F. Leopoldina), E. F. Rio D'Ouro (hoje Linha 2 do Metrô), E. F. Melhoramentos do Brasil (depois Linha Auxiliar da Central do Brasil). Todas foram unificadas na Rede Ferroviária Federal S.A. (1957).
O trem favoreceu o surgimento dos bairros mais afastados do centro, na periferia, no que posteriormente veio a ser conhecido como os subúrbios ferroviários da Central do Brasil. Contribuiu muito, também, para o desenvolvimento dos municípios da Baixada Fluminense e da periferia distante do centro da Cidade do Rio de Janeiro (Abreu, 1987).
O bonde, inicialmente em tração animal e posteriormente eletrificado, foi o meio de transporte que, juntamente com os ônibus, também em tração animal, favoreceu o crescimento e desenvolvimento da cidade. O trem chegava até as estações, mas era o bonde que circulava no interior do bairro.

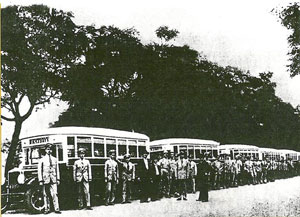
Primeiros ônibus da cidade do Rio de Janeiro

Os bondes foram substituídos na década de 1960 pelos ônibus elétricos, denominados de "troleibus" ou "chifrudos" - por causa da forma de captação de energia elétrica da rede aérea - pela população carioca. Após breve período operado pela CTC, foi extinto e substituído pelos ônibus a diesel da mesma companhia estadual.
O uso das barcas como meio de transporte e passageiros pela existência de uma via natural, a Baía de Guanabara e a costa oceânica. Ao longo dos anos transportou cargas, veículos e passageiros, e foi reconhecido como um meio eficiente na ligação entre as cidades do Rio de Janeiro e Niterói.
Outras ligações, não só para a área central de Niterói, podem ser melhor exploradas, com impactos favoráveis no sistema de transporte, como um todo, e no meio ambiente. Afinal todas as localidades, das cidades e/ou bairros, situadas às margens da baía ou na costa do estado são potencialmente habilitadas a serem servidas por barcas.

## Licitações de linhas de ônibus em 2010
Em 2010 ocorre a primeira licitação pública da história da cidade para operar todas as linhas de ônibus e o bilhete único em regime de consórcio.  A licitação atraiu inicialmente mais de 40 empresas e consórcios do Rio, São Paulo, França e Argentina, que se habilitaram a participar da concorrência. Mas somente empresas do Rio de Janeiro venceram a licitação. Quatro grupos entraram com pedido de anulação do edital. Na avaliação das empresas, os prazos muito curtos favoreciam as empresas locais. A francesa RATP Development, por exemplo, afirmou formalmente que os prazos não permitiam elaborar uma oferta decente. Devido a esses problemas, os estrangeiros desistiram da concessão.
Em julho de 2012, O Tribunal de Contas do Município do Rio de Janeiro (TCM) identificou indícios de formação de cartel e irregularidades na documentação das empresas que disputaram e venceram a licitação das linhas de ônibus na cidade do Rio de Janeiro. Segundo o TCM, 41 empresas participaram da concorrência para operar o sistema por 20 anos. Dessas, apenas oito teriam seguido corretamente as normas do edital de concessão. As informações foram expostas pelo conselheiro Antônio Carlos Flores de Moraes, após votação em plenário. O conselheiro do TCM, Antônio Carlos Flores de Moraes, pediu esclarecimentos às secretarias municipais de Fazenda e de Transporte sobre a questão. Segundo ele, as 33 empresas em situação irregular deveriam ter sido excluídas da licitação. O corpo técnico do TCM havia constatado diversas semelhanças entre os consórcios que participaram, o que trazia indícios à formação de cartel.
Segundo reportagem do jornal O Globo, os técnicos do TCM destacaram que as empresas vencedoras do certame já operavam no sistema antes da licitação. Além disso, o endereço oficial dos quatro consórcios era o mesmo. Outro ponto que chamou a atenção dos técnicos foi o fato de que os CNPJs dos quatro grupos tinham sido abertos no mesmo dia. O quarto ponto foi que os consórcios procuraram as garantias financeiras exigidas no edital na mesma instituição bancária e no mesmo dia. Além dessas questões, o TCM verificou que 12 empresários apareciam como sócios em mais de uma empresa. Por exemplo, Jacob Barata Filho seria sócio de sete empresas. Já Álvaro Rodrigues Lopes seria sócio de cinco empresas.
O TCM também questionou alguns critérios adotados para reajustar as tarifas nos últimos anos. Esse cálculo levava em conta apenas o número de passageiros transportados e o custo de insumos e mão de obra. No entanto, não foram consideradas as receitas extras com publicidade e com a administração de terminais rodoviários, que possuem estabelecimentos comerciais.

### Maio de 2013
Em maio de 2013, vários jornais fizeram novas denúncias enquanto o TCM continuava as investigações. Em levantamento do jornal O Globo, observava-se que apesar de o sistema estar dividido entre 41 empresas, apenas quatro donos concentravam cerca de um terço de todas as participações nos quatro consórcios vencedores. Depois de verificada a presença do empresário Jacob Barata em pelo menos nove empresas espalhadas por três consórcios, junto com Jacob Barata Filho, foi relembrado o apelido de “Rei do Ônibus”. Outros empresários fortes seriam Álvaro Rodrigues Lopes e Cassiano Antônio Pereira.

### Junho de 2013
Após protestos em junho de 2013, o prefeito Eduardo Paes prometeu criar o site www.transparenciadamobilidade.rio.gov.br, que disponibilizaria os contratos de concessão das empresas de ônibus, planilhas de custos e fórmulas de reajuste. Após forte pressão popular, foi feito um requerimento para abertura de CPI dos Ônibus na Câmara Municipal do Rio de Janeiro, com 27 assinaturas. A CPI tem como objetivo investigar os contratos da Prefeitura do Rio com as empresas de ônibus.
Para o vereador Eliomar Coelho (PSOL), que propôs a CPI, essa seria uma oportunidade de entender o sistema e de verificar possíveis irregularidades. “O instrumento que nós, parlamentares, temos é a CPI e, atualmente, existe uma mobilização popular para que todas as caixas-pretas sejam abertas”, disse. A tendência é que a CPI seja formada por quatro governistas, dentre os cinco membros. Da oposição, por enquanto, só está certa a participação de Eliomar Coelho (PSOL). O prefeito Eduardo Paes negou a existência de uma “caixa-preta”, alegou que o problema é uma falha de comunicação com a sociedade e que a caixa já estava aberta para todos. O professor de Finanças do IBMEC-RJ, Gilberto Braga, analisou os dados divulgados pela Prefeitura do Rio de Janeiro e considerou que, do ponto de vista financeiro, a planilha estava coerente. No entanto, criticou a falta de transparência quanto às receitas.
O Ministério Público do Estado do Rio de Janeiro (MP-RJ) tem pelo menos nove investigações em andamento desde 2003, mas a burocracia sempre dificultou a inspeção técnica nas planilhas de custo das empresas de ônibus. Segundo um funcionário da Promotoria da Defesa do Consumidor, o único perito que chegou a abrir a planilha de uma das empresas foi destituído pela Justiça. Repórteres tentaram entrar em contato com o perito. O mesmo preferiu não ter o seu nome divulgado e alegou que não se recordava desse caso.

### Arquivamento do processo
Um dia depois do requerimento de CPI, o TCM arquivou o processo que investigava a formação de cartel e outras supostas irregularidades nos contratos as concessionárias operantes no Rio. O relatório do conselheiro Antônio Carlos Flores de Moraes pedindo o arquivamento contrariou avaliação da equipe técnica do TCM, que pedia mais investigações e sugeria punições para autoridades da prefeitura que participaram do processo de licitação. No mesmo dia, a instauração da CPI dos Ônibus foi aprovada pelo presidente da Câmara dos Vereadores do Rio, Jorge Felippe (PMDB). O documento pedindo a Comissão Parlamentar de Inquérito (CPI) dos Transportes foi aprovado duas horas antes da sessão do TCM que determinou o arquivamento. O voto anterior de Flores de Moraes, que levantava a suspeita de existência de cartel, servia como um dos principais argumentos para a instauração da CPI.

### Reações
Especialistas em cartéis e em administração pública criticaram a decisão do Tribunal de Contas do Município (TCM) quanto ao processo. A advogada Patrícia Pessoa, especializada em direito administrativo, considerou a interpretação de Flores de Moraes equivocada: “Apesar de o conselheiro entender que não houve elementos para configurar o cartel, só o fato de uma mesma empresa estar presente em dois consórcios distintos configura uma quebra no sigilo das propostas entregues ao poder público. Sem a garantia de sigilo, não há como assegurar que as propostas das empresas vencedoras são as mais vantajosas”.
Os documentos levados ao plenário mostram que o corpo técnico do TCM tinha um entendimento parecido com o de Patrícia. Os técnicos do órgão sugeriram aplicar uma punição à comissão de licitação da Secretaria de Transportes porque ela teria desrespeitado a lei 8.666/93, também conhecida como lei das licitações () no capítulo que disciplina a formação de consórcios. Segundo a lei, é vedada a participação de uma empresa em mais de um consórcio. O corpo técnico do TCM sugeriu a aplicação de multa ao ex-secretário municipal de Transportes, Alexandre Sansão, por não ter prestado todos os esclarecimentos pedidos pelo TCM durante quase um ano de investigação.
O conselheiro Flores alegou que seu voto foi técnico, que verificou a questão da formação de cartel apenas, desconsiderando a possibilidade de um mesmo empresário ter participação em outras empresas. Horas antes da decisão do TCM, o presidente Jorge Felippe (PMDB) aprovou a instauração da investigação de uma CPI para investigar os contratos das empresas.
Nas mídias sociais, a reação foi de repúdio. Membros de uma mobilização pela CPI do ônibus começaram a questionar o papel do TCM. Ficou claro para muitos que o corpo técnico tentava cumprir o seu papel, mas seus pareceres terminavam barrados por conflitos de interesse dos conselheiros. Muito se questionou a forma de indicação dos conselheiros do TCM, que parece ser mais política do que em prol da meritocracia. Outros chegaram a questionar se não seria necessário focar primeiro no funcionamento dos tribunais antes de fazer qualquer outra reivindicação.
Na abertura da CPI, um vereador fez o seguinte comentário:
As empresas integrantes dos consórcios vencedores correspondem às antigas que já atuavam no sistema pela antiga modalidade de permissão individual por linha; O endereço oficial dos quatro consórcios, conforme respectivos CNPJs, no momento da licitação, era o mesmo: Rua da Assembleia, 10, sala 3911, Centro, CEP 20011-901; Os CNPJs dos quatro consórcios foram abertos no mesmo dia: 31/08/2010; Das 41 empresas que compõem os quatro consórcios, 16 participam em mais de um consórcio; Diversas empresas possuem Diretores/Procuradores em comum; As cartas de fiança apresentadas possuem diversas semelhanças, como: 1) foram emitidas na Comarca de São Paulo pela mesma instituição financeira — Itaú Unibanco S.A. — e pelo mesmo gerente de serviços; 2) foram emitidas no mesmo dia: 16/09/2010; 3) foram emitidas com o mesmo prazo de validade; 4) possuem numeração praticamente sequencial .

## Projeto para os próximos anos
A cidade do Rio de Janeiro sediou diversos eventos de importância mundial, qual sejam, os Jogos Pan-Americanos de 2007 e os Jogos Olímpicos de Verão de 2016, no âmbito esportivo, e a Jornada Mundial da Juventude de 2013, no âmbito religioso. Em face dessa realidade somada ao quadro atual de transporte insuficiente, a prefeitura, o governo do estado e o federal uniram forças em prol da necessidade de ampliação e renovação da rede de mobilidade urbana e também na criação de novos modais de transporte, como o BRT.

### Metrô, Trem e VLT
- Modernização das estações de trem da Supervia e a criação de estações intermodais (trem - BRT) como a de Olaria, Bonsucesso, Madureira, etc.
- Aquisição de novos trens para a Supervia e o Metrô Rio e a modernização dos existentes.
- Renovação da estação de trem de São Cristóvão a fim de torná-la uma verdadeira estação intermodal metrô - trem.[12]
- Expansão da linha 1 do metrô através da construção da estação de metrô Uruguai, localizada no bairro da Tijuca.
- Construção da Linha 4 de 11 km e 6 estações que ligará a estação do metrô linha 1 General Osório no bairro de Ipanema a futura estação Jardim Oceânico na Barra da Tijuca.[13]
- Criação do VLT (Veículo Leve sobre os Trilhos) em seis linhas no Centro e Região Portuária, totalizando 52 km de linhas, interligando o Terminal Rodoviário Novo Rio, a futura estação do TAV Barão de Mauá e ao BRT, metrô e trem.[14].

### BRT
- Estabelecimento de BRTs (Bus Rapid Transit), que são ônibus articulados que rodam em vias segregadas e param em estações determinadas ao longo de determinadas vias
- Reorganização das linhas de ônibus urbanos em linhas troncais e alimentadoras para alimentar e favorecer a integração dos diversos modais de transporte.
- Construção dos BRTs intermunicipais: TransLight, TransDutra e TransCaxias a fim de permitir uma integração maior dos municípios da Baixada Fluminense com a capital. além de acabar com as linhas de ônibus urbanas intermunicipais, em direção ao Centro.

| Linha de BRT  | Terminais                                  | Estações | Funcionamento                  |
| ------------- | ------------------------------------------ | -------- | ------------------------------ |
| TransOeste    | Santa Cruz - Campo Grande↔ Jardim Oceânico | 74       | 5h00 às 1h00 5h00 às 21h00 24h |
| TransCarioca  | Alvorada ↔ Aeroporto Internacional         | 45       |                                |
| TransBrasil   | Santos Dumont ↔ Deodoro                    | 44       |                                |
| TransOlímpica | Deodoro ↔ Recreio dos Bandeirantes         | 18       |                                |